# Монтекорвіно-Пульяно
Монтекорвіно-Пульяно (італ. Montecorvino Pugliano) — муніципалітет в Італії, у регіоні Кампанія, провінція Салерно.
Монтекорвіно-Пульяно розташоване на відстані близько 250 км на південний схід від Рима, 65 км на схід від Неаполя, 16 км на схід від Салерно.
Населення — 10 602 особи (2014).
Щорічний фестиваль відбувається 20 травня. Покровитель — San Bernardino da Siena.

## Демографія
Населення за роками:

Станом на 1 січня 2023 року в муніципалітеті офіційно проживало 496 іноземців з 34 країн, серед них 166 громадян країн Євросоюзу та 56 громадян України.

## Сусідні муніципалітети
- Белліцці
- Джиффоні-Валле-П'яна
- Монтекорвіно-Ровелла
- Понтеканьяно-Фаяно